# ألبرت غواردادو
ألبرت غواردادو (بالإنجليزية: Albert Guardado)‏ (مواليد 11 يوليو 1973) هو ملاكم أمريكي، مثّل بلاده في الألعاب الأولمبية الصيفية 1996.

## روابط خارجية
ألبرت غواردادو على موقع بوكس ريك (الإنجليزية) (registration required)
- ألبرت غواردادو على موقع أوليمبيديا (الإنجليزية)